# 白泉高速公路
白河至石泉高速公路，简称白泉高速，是中国国家高速公路网十天高速公路（G7011）陕西境的重要路段，也是陕西省“2367”高速公路网七条东西横向线之一的“白略线”的组成部分。起于陕鄂界隧道东口，顺接湖北省境内十白高速公路，途经白河、旬阳、汉滨、汉阴、石泉4县1区，止于汉中市西乡县茶镇，接西略高速公路，全长222.71公里。全线采用双向四车道高速公路标准建设，设计速度平原100公里/小时，山区80公里/小时。其中五里立交至恒口立交与包茂高速公路（G65）共线段为双向六车道，路基宽度32米，其余为双向四车道，路基宽度24.5米。全线桥涵设计汽车荷载等级为公路－Ⅰ级，设桥梁（单幅）620座共160.5公里，隧道（单洞）119座122公里，桥隧占比67.59%，涵洞、通道455道，互通式立交13处；全线设有管理所4处，服务区3处，停车区4处，收费站13处。由陕西交通控股集团白泉分公司负责运营。

## 白河（鄂陕界）至安康
起点位于陕鄂界隧道东口，接湖北省的十堰至白河高速公路，途经白河县、旬阳市，止于安康市汉滨区建民镇，接安康至汉中高速公路，路线全长129.795公里。全线设白河、茅坪、双河、张河、神河、旬阳、安康东7处互通式立交，预留关家互通式立交。同步建设白河连接线14.314公里、旬阳连接线14.743公里、安康东连接线1.244公里，辅道恢复工程30公里。设有管理所2处，服务区2处，停车区2处，养护工区1处，隧道管理站2处，主线收费站1处，匝道收费站7处，收费站均含治超功能。全线采用四车道高速公路标准建设，设计时速80公里/小时，路基宽度24.5米。根据陕西省发改委《关于安康至平利高速公路初步设计的批复》（陕发改基础〔2010〕1946号）文件，本项目安康过境段（K111+800～K126+766.498，扣除断链长为14.172公里）由四车道加宽为六车道，路基宽度由24.5米加宽为32米。全线桥涵设计荷载采用公路－Ⅰ级，其他技术指标按《公路工程技术标准》（JTGB01－2003）规定执行。
全线共设桥梁共计58491.9米/216座（双幅），其中特大桥9255.3米/7座，大桥45088.6米/149座，中桥4062米/57座，小桥86米/3座，涵洞174道。共设隧道92917.14米/93座（单洞）。其中特长隧道44078.38米/10座，长隧道33518.5米/17座，中隧道2509.26米/4座，短隧道12811米/62座。
鄂陕界至安康高速公路总投资121亿元人民币，于2008年12月19日开工建设，2011年12月27日正式通车，收费期限为20年，自2011年12月25日起至2031年12月24日止。2021年1月11日至13日，白河（鄂陕界）至安康高速公路通过竣工验收。

### 陕鄂界隧道
原名鹰咀岩隧道，全线重要的难点控制性工程之一，起点位于湖北省十堰市郧阳区胡家营镇富家河村，为左、右分离式双向四车道，由中铁四局四公司和中铁十八局分段承建，右线长5620米，里程桩号为YK2+808～YK8+428，于2011年12月30日贯通。左线长5616米，里程桩号为ZK2+783～ZK8+397，于2012年8月25日贯通。洞身最大埋深为400.3米，净高11.25米，净宽5.2米，设计车速为80公里每小时。

## 安康至汉中（安康西段）
起点位于安康市建民镇以南尤家湾村西侧的安康西立交，途经汉滨区、汉阴县、石泉县14个乡镇、66个行政村，终点位于汉中市西乡县茶镇，接安康至汉中高速公路（汉中东段），全长92.4公里，其中，恒口至石泉段长58.558公里，石泉至茶镇段长15.395公里，初步设计概算62.07亿元人民币。于2007年7月开工建设，2010年12月26日建成通车。其中安康西立交至五里立交段，采用设计速度100公里/小时、四车道高速公路标准，整体式路基宽度26.0米，分离式路基宽度为13.0米；五里立交至恒口立交段，与包茂高速公路共线13.98公里，采用设计速度100公里/小时、六车道高速公路技术标准，路基宽度33.5米；恒口立交至西乡段，采用设计速度80公里/小时、四车道高速公路标准，整体式路基宽度24.5米，分离式路基宽度为12.25米。

## 车辆通行费
根据陕西省高速公路收费中心公布的最新信息显示，白泉高速收费标准如下：
| 类别               | 类别 | 车辆类型            | 核定载人数          | 说明                                             | 收费标准 （元/车公里） | 陕鄂界隧道加收标准 （元/车次） | 石泉隧道加收标准 （元/车次） |
| ------------------ | ---- | ------------------- | ------------------- | ------------------------------------------------ | ---------------------- | ------------------------------ | ---------------------------- |
| 客车               | 1类  | 微型、小型          | ≤9                  | 车长小于6000mm且核定载人数不大于9人的载客汽车    | 0.60                   | 10                             | 10                           |
| 客车               | 2类  | 中型乘用车列车      | 10-19—              | 车长小于6000mm且核定载人数为10-19人的载客汽车—   | 1.06                   | 20                             | 20                           |
| 客车               | 3类  | 大型                | ≤39                 | 车长不小于6000mm且核定载人数不大于39人的载客汽车 | 1.36                   | 30                             | 30                           |
| 客车               | 4类  | 大型                | ≥40                 | 车长不小于6000mm且核定载人数不小于40人的载客汽车 | 1.63                   | 40                             | 40                           |
| 类别               | 类别 | 总轴数 （含悬浮轴） | 总轴数 （含悬浮轴） | 说明                                             | 收费标准 （元/车公里） | 陕鄂界隧道加收标准 （元/车次） | 石泉隧道加收标准 （元/车次） |
| 货车 及专项 作业车 | 1类  | 2                   | 2                   | 车长小于6000mm且最大允许总质量小于4500kg         | 0.50                   | 9                              | 9                            |
| 货车 及专项 作业车 | 2类  | 2                   | 2                   | 车长不小于6000mm且最大允许总质量不小于4500kg     | 0.90                   | 16                             | 16                           |
| 货车 及专项 作业车 | 3类  | 3                   | 3                   | —                                                | 1.57                   | 26.1                           | 26.1                         |
| 货车 及专项 作业车 | 4类  | 4                   | 4                   | —                                                | 1.78                   | 31.5                           | 31.5                         |
| 货车 及专项 作业车 | 5类  | 5                   | 5                   | —                                                | 1.87                   | 35.1                           | 35.1                         |
| 货车 及专项 作业车 | 6类  | ≥6                  | ≥6                  | —                                                | 2.21                   | 36.9                           | 36.9                         |

## 沿线设施列表
| 地区                                                                                         | 里程 | 类型                              | 名称           | 连接                      | 说明          |
| -------------------------------------------------------------------------------------------- | ---- | --------------------------------- | -------------- | ------------------------- | ------------- |
| 鄂陕界                                                                                       | 71   | 隧道                              | 陕鄂界隧道     | 十白高速                  |               |
| 安康市 白河县                                                                                |      | 主线收费站                        | 白河主线收费站 | 白河主线收费站            | 已撤销        |
| 安康市 白河县                                                                                |      | 隧道                              | 红石河隧道     | 红石河隧道                |               |
| 安康市 白河县                                                                                |      | 隧道                              | 店子沟隧道     | 店子沟隧道                |               |
| 安康市 白河县                                                                                |      | 隧道                              | 老屋场隧道     | 老屋场隧道                |               |
| 安康市 白河县                                                                                | 92   | 出入口                            | 白河           | 202县道                   |               |
| 安康市 白河县                                                                                |      | 隧道                              | 厚子河隧道     | 厚子河隧道                |               |
| 安康市 白河县                                                                                |      | 隧道                              | 黑龙隧道       | 黑龙隧道                  |               |
| 安康市 白河县                                                                                |      | 隧道                              | 纸坊隧道       | 纸坊隧道                  |               |
| 安康市 白河县                                                                                |      | 隧道                              | 花蛇隧道       | 花蛇隧道                  |               |
| 安康市 白河县                                                                                |      | 隧道                              | 牛头山隧道     | 牛头山隧道                |               |
| 安康市 白河县                                                                                |      | 出入口                            | 茅坪           | 203县道                   |               |
| 安康市 白河县                                                                                | 100  | 停车场 · 加油设施 · 修车站 · 餐厅 | 白河服务区     | 白河服务区                |               |
| 安康市 白河县                                                                                |      | 隧道                              | 枣树隧道       | 枣树隧道                  |               |
| 安康市 白河县                                                                                |      | 隧道                              | 茅坪一号隧道   | 茅坪一号隧道              |               |
| 安康市 白河县                                                                                |      | 隧道                              | 茅坪二号隧道   | 茅坪二号隧道              |               |
| 安康市 白河县                                                                                |      | 隧道                              | 茅坪三号隧道   | 茅坪三号隧道              |               |
| 安康市 白河县                                                                                |      | 隧道                              | 田棚隧道       | 田棚隧道                  |               |
| 安康市 白河县                                                                                |      | 隧道                              | 石坡隧道       | 石坡隧道                  |               |
| 安康市 白河县                                                                                |      | 隧道                              | 桃园隧道       | 桃园隧道                  |               |
| 安康市 白河县                                                                                |      | 隧道                              | 马鞍子梁隧道   | 马鞍子梁隧道              |               |
| 安康市 白河县                                                                                | 119  | 出入口                            | 双河           | 203县道                   |               |
| 安康市 白河县                                                                                |      | 隧道                              | 曹家湾隧道     | 曹家湾隧道                |               |
| 安康市 白河县                                                                                |      | 隧道                              | 朱家河隧道     | 朱家河隧道                |               |
| 安康市 白河县                                                                                |      | 隧道                              | 新安岭隧道     | 新安岭隧道                |               |
| 县界                                                                                         |      | 隧道                              | 金岭子梁隧道   | 金岭子梁隧道              |               |
| 安康市 旬阳市                                                                                |      | 停车场 · 飲料小吃                 | 金河停车区     | 金河停车区                |               |
| 安康市 旬阳市                                                                                |      | 隧道                              | 张河隧道       | 张河隧道                  |               |
| 安康市 旬阳市                                                                                |      | 隧道                              | 谭家院一号隧道 | 谭家院一号隧道            |               |
| 安康市 旬阳市                                                                                |      | 出入口                            | 张河           | Y306                      |               |
| 安康市 旬阳市                                                                                |      | 隧道                              | 谭家院二号隧道 | 谭家院二号隧道            |               |
| 安康市 旬阳市                                                                                |      | 隧道                              | 熊家院隧道     | 熊家院隧道                |               |
| 安康市 旬阳市                                                                                | 150  | 出入口                            | 神河           | 306县道                   |               |
| 安康市 旬阳市                                                                                |      | 隧道                              | 太子庙隧道     | 太子庙隧道                |               |
| 安康市 旬阳市                                                                                |      | 隧道                              | 神河一号隧道   | 神河一号隧道              |               |
| 安康市 旬阳市                                                                                |      | 隧道                              | 神河二号隧道   | 神河二号隧道              |               |
| 安康市 旬阳市                                                                                | 159  | 停车场 · 飲料小吃                 | 旬阳停车区     | 旬阳停车区                |               |
| 安康市 旬阳市                                                                                |      | 隧道                              | 梨河一号隧道   | 梨河一号隧道              |               |
| 安康市 旬阳市                                                                                |      | 隧道                              | 梨河二号隧道   | 梨河二号隧道              |               |
| 安康市 旬阳市                                                                                | 162  | 出入口                            | 旬阳           | 211国道                   |               |
| 安康市 旬阳市                                                                                |      | 隧道                              | 旬阳隧道       | 旬阳隧道                  |               |
| 安康市 旬阳市                                                                                |      | 隧道                              | 黑沟隧道       | 黑沟隧道                  |               |
| 安康市 旬阳市                                                                                |      | 隧道                              | 庙沟隧道       | 庙沟隧道                  |               |
| 县界                                                                                         |      | 隧道                              | 磨河村隧道     | 磨河村隧道                |               |
| 安康市 汉滨区                                                                                |      | 隧道                              | 关家隧道       | 关家隧道                  |               |
| 安康市 汉滨区                                                                                | 185  | 停车场 · 加油设施 · 修车站 · 餐厅 | 安康东服务区   | 安康东服务区              |               |
| 安康市 汉滨区                                                                                |      | 枢纽                              | 黄洋河枢纽     | 安平高速                  |               |
| 安康市 汉滨区                                                                                | 190  | 出入口                            | 安康东         | 211国道                   |               |
| 安康市 汉滨区                                                                                |      | 隧道                              | 香溪洞隧道     | 香溪洞隧道                |               |
| 安康市 汉滨区                                                                                |      | 隧道                              | 任家沟一号隧道 | 任家沟一号隧道            |               |
| 安康市 汉滨区                                                                                |      | 隧道                              | 任家沟二号隧道 | 任家沟二号隧道            |               |
| 安康市 汉滨区                                                                                |      | 隧道                              | 任家沟三号隧道 | 任家沟三号隧道            |               |
| 安康市 汉滨区                                                                                |      | 隧道                              | 张垭子一号隧道 | 张垭子一号隧道            |               |
| 安康市 汉滨区                                                                                |      | 隧道                              | 张垭子二号隧道 | 张垭子二号隧道            |               |
| 安康市 汉滨区                                                                                |      | 枢纽                              | 安康西枢纽     | 银百高速                  | 与 共线段终点 |
| 安康市 汉滨区                                                                                | 203  | 出入口                            | 安康           | 安康大道                  |               |
| 安康市 汉滨区                                                                                | 209  | 枢纽 · 出入口                     | 五里枢纽 五里  | 安川高速 银百高速 316国道 | 与 共线段起点 |
| 安康市 汉滨区                                                                                | 212  | 停车场 · 加油设施 · 修车站 · 餐厅 | 安康西服务区   | 安康西服务区              |               |
| 安康市 汉滨区                                                                                | 224  | 枢纽                              | 恒口枢纽       | 安川高速                  | 与 共线段终点 |
| 安康市 汉滨区                                                                                |      | 出入口                            | 恒口           | 316国道                   |               |
| 安康市 汉阴县                                                                                | 237  | 出入口                            | 蒲溪           | 316国道                   |               |
| 安康市 汉阴县                                                                                | 242  | 停车场 · 飲料小吃                 | 永宁停车区     | 永宁停车区                |               |
| 安康市 汉阴县                                                                                | 251  | 出入口                            | 汉阴           | 316国道                   |               |
| 安康市 汉阴县                                                                                | 258  | 停车场 · 加油设施 · 修车站 · 餐厅 | 汉阴服务区     | 汉阴服务区                |               |
| 安康市 汉阴县                                                                                |      | 隧道                              | 柳树沟隧道     | 柳树沟隧道                |               |
| 安康市 汉阴县                                                                                |      | 隧道                              | 小草沟隧道     | 小草沟隧道                |               |
| 安康市 汉阴县                                                                                |      | 隧道                              | 朱家沟隧道     | 朱家沟隧道                |               |
| 安康市 石泉县                                                                                | 270  | 出入口                            | 池河           | 316国道                   |               |
| 安康市 石泉县                                                                                |      | 隧道                              | 马岭关隧道     | 马岭关隧道                |               |
| 安康市 石泉县                                                                                | 279  | 枢纽                              | 石泉枢纽       | 宁石高速                  |               |
| 安康市 石泉县                                                                                |      | 隧道                              | 大毛坡隧道     | 大毛坡隧道                |               |
| 安康市 石泉县                                                                                |      | 隧道                              | 石泉隧道       | 石泉隧道                  |               |
| 安康市 石泉县                                                                                |      | 隧道                              | 霍家梁隧道     | 霍家梁隧道                |               |
| 安康市 石泉县                                                                                |      | 隧道                              | 毛想寨隧道     | 毛想寨隧道                |               |
| 市界                                                                                         |      | 隧道                              | 慕家梁隧道     | 慕家梁隧道                |               |
| 汉中市 西乡县                                                                                | 296  | 出入口                            | 茶镇           | 西略高速 210国道          |               |
| 1.000 英里 = 1.609 千米；1.000 千米 = 0.621 英里 并行路段 • 已关闭／取消 • 限制进入 • 未开放 |      |                                   |                |                           |               |